# 西念寺 (坂東市)
西念寺（さいねんじ）は、茨城県坂東市にある真宗大谷派の寺院。

## 前身「聖徳寺」
聖徳寺（しょうとくじ）は、下総国猿島郡（現・茨城県坂東市）にあった寺院。当寺の前身である。
飛鳥時代、聖徳太子の開基と伝えられる。平安時代以降は、天台宗に所属していた。天台宗時代最後の住職は円盛であった。円盛は俗名「井上義繁」といい、浄土真宗の高僧西念の弟であった。西念は親鸞の高弟「二十四輩」の一人で、俗名「井上貞親」といい、信濃国（現・長野県）の井上城の城主だった井上氏の出身であった。貞親は父の盛長の討死をきっかけに、世の無常を感じ、親鸞に弟子入りして、「西念」を名乗ることになった。円盛は兄の西念を通じて、親鸞の法話を聴き、遂に親鸞に弟子入りして、「信証」を名乗ることになった。そして聖徳寺を浄土真宗の寺にすることになった。

## 歴史
鎌倉時代前期、西念の開基である。西念は武蔵国足立郡野田（現・埼玉県さいたま市緑区上野田）に寺を創建した。これが当寺の起源である。
ところが、建武年間（1334年 - 1336年）に勃発した建武の乱により、野田の西念寺は焼失してしまった。寺の什物は直前に聖徳寺に移された。
1664年（寛文4年）、東本願寺の琢如は「西念寺」の消滅を惜しみ、聖徳寺を「西念寺」に改称し、西念ゆかりの寺とした。

## 文化財
- 木造阿弥陀如来坐像（茨城県指定有形文化財 昭和35年12月21日指定）[4]
- 西念寺来迎図板碑（坂東市指定文化財 平成3年6月1日指定）[5]

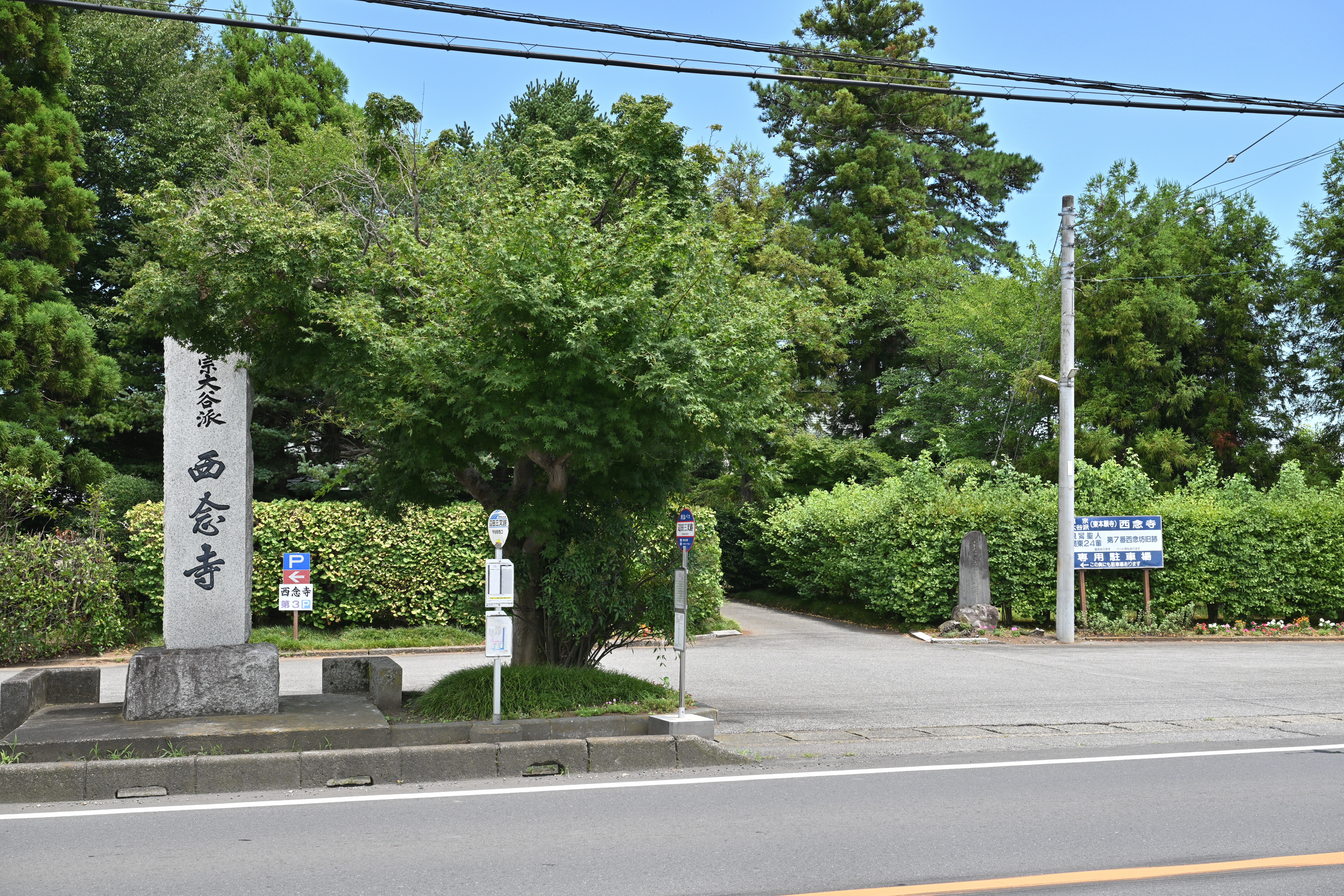
県道側から見た入口
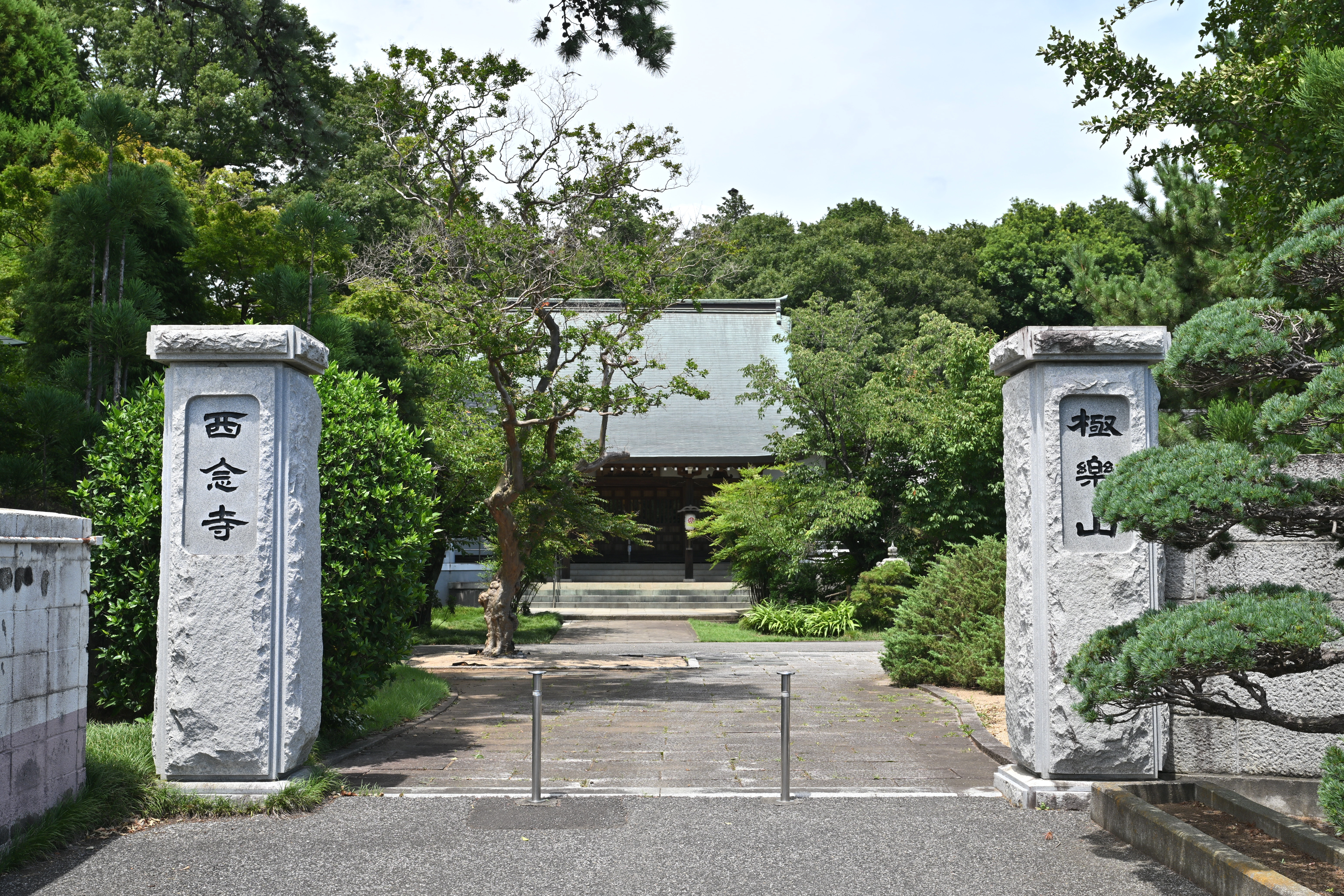
正面側から見た入口
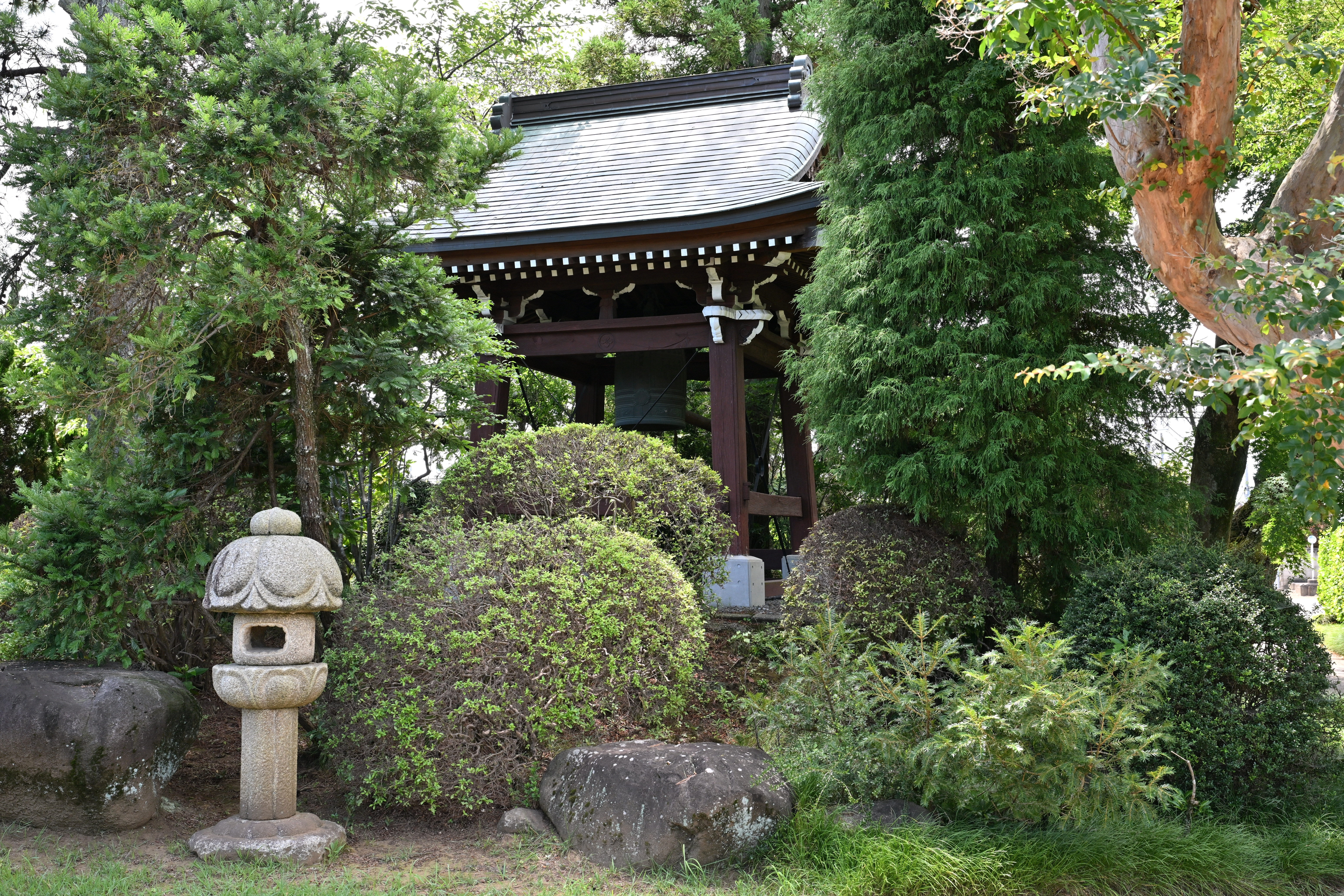
鐘楼
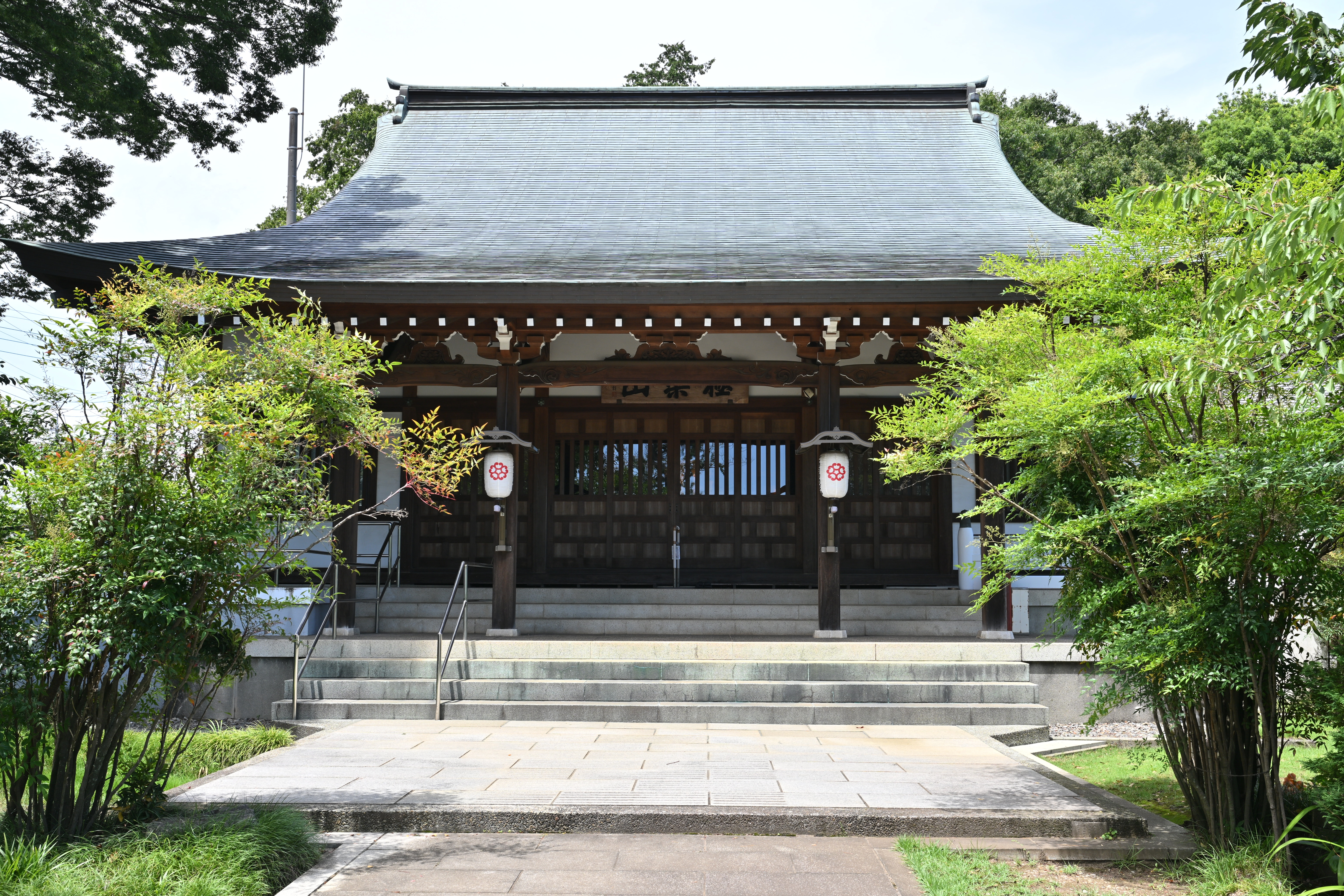
本堂
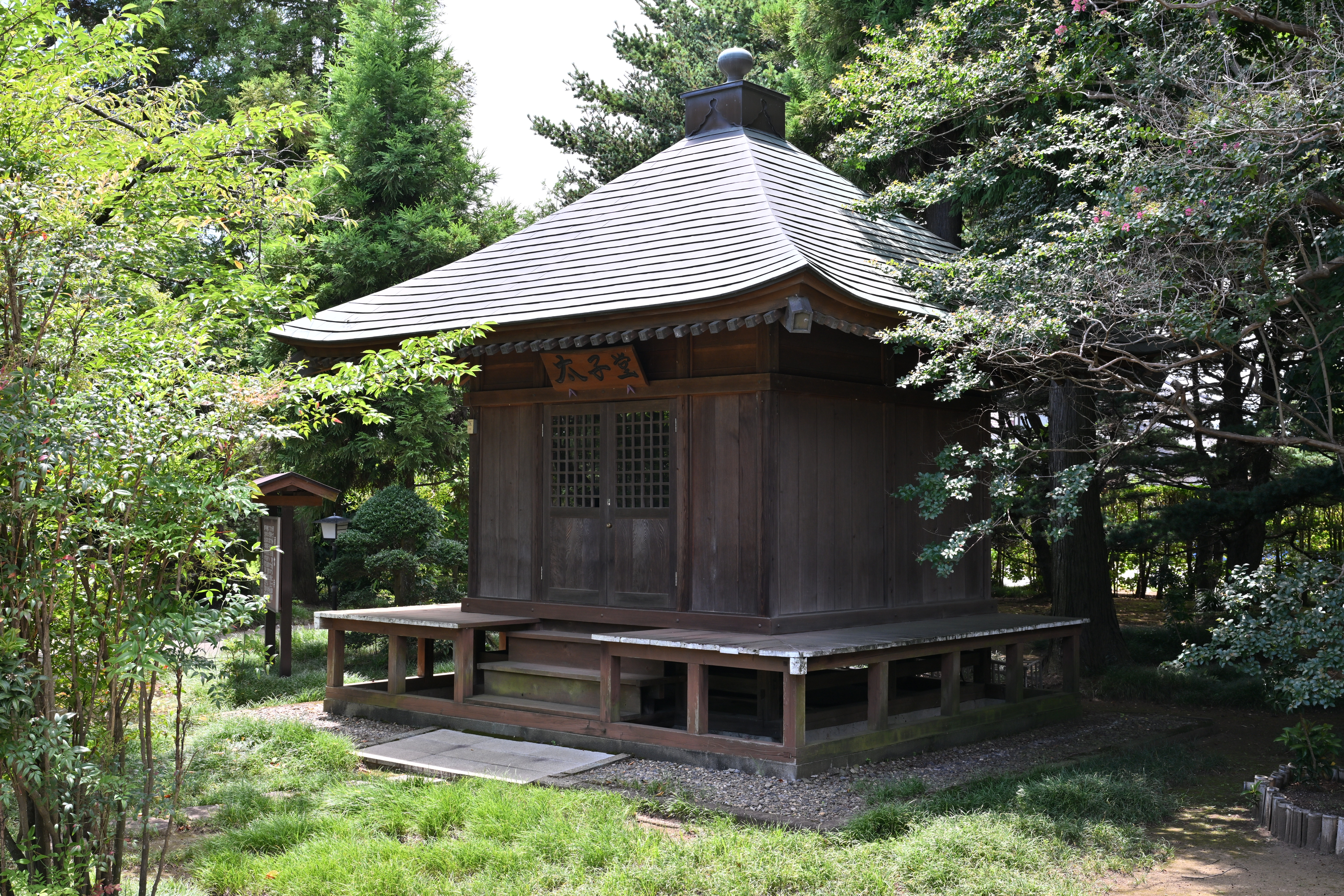
太子堂

## 交通アクセス
- 路線バス辺田三叉路停留所より徒歩2分。